# 이은성 (배우)
이은성(1988년 8월 8일 ~ )은 대한민국의 배우, 모델이다. 2003년 KBS 드라마 《성장드라마 반올림#》으로 데뷔하였다.

## 결혼과 가족
이은성은 2008년 서태지의《BERMUDA(Triangle)》 뮤직비디오의 히로인으로 낙점되어 서태지와 첫 인연을 맺었다. 서태지는 이전에 김종서가 출연했던 SBS 드라마 《행복합니다》를 통해 이은성에게 호감을 갖고 있었고, 이은성도 서태지에 좋은 감정을 갖게 되면서 두 사람은 2009년부터 연인 관계로 발전하게 되었다.
2013년 5월 15일 16세 차이 가수 서태지와 결혼을 발표해 화제를 모았고, 결혼 1년 3개월여만인 2014년 8월 27일에 첫 딸을 출산하였다. 현재는 연예계 활동을 전면 중단하고 살림과 육아에만 전념하고 있다.

## 학력
- 북인천여자중학교 졸업
- 인명여자고등학교 졸업

## 출연작

### 드라마
- 2003년 KBS2 《성장드라마 반올림#1》 ... 서정민 역
- 2005년 KBS2 《성장드라마 반올림#2》 ... 서정민 역
- 2007년 MBC 《케세라세라》 ... 한지수 역
- 2007년 KBS2 《얼렁뚱땅 흥신소》 ... 유은재 역
- 2008년 SBS 《행복합니다》 ... 박애다 역

### 영화
- 2006년 《어느날 갑자기 세 번째 이야기 - D-day》 ... 김보람 역
- 2006년 《다세포 소녀》 ... 두눈박이 역
- 2007년 《오래된 정원》 ... 은결 역
- 2007년 《은하해방전선》 ... (우정출연)
- 2008년 《뜨거운 것이 좋아》 ... (특별출연)
- 2008년 《더 게임》 ... 주은아 역
- 2009년 《국가대표》 ... 방수연 역

### 뮤직비디오
- 2001년 이승환 - 사랑하나요
- 2004년 T.O - 발자국
- 2007년 에픽하이 - Fan
- 2008년 스윗소로우 - 멀어져
- 2008년 서태지 - BERMUDA[Triangle]

### 광고
- 2009년 《베스킨라빈스 31》
- 2008년 《존슨앤존슨 '아큐브 디파인'》 (With 오연서)
- 2007년 《엘리트베이직(현 형지엘리트) '엘리트학생복'》 (With SS501)
- 2006년 《1682 콜렉트콜》
- 2006년 《고려은단 '쏠라-C'》
- 2005년 《매일유업 '썬업 아삭아삭'》
- 2004년 《SK텔레콤 '레인보우'》
- 2004년~2005년 《존슨앤존슨 '클린앤클리어'》
- 2003년 《SK텔레콤 '스피드 011'》
- 2004년 《농심 '양파링'》
- 2004년 《다음커뮤니케이션 '다음'》 (With 안성기, 설경구, 장진영, 김지운, 김효진)

## 경력
- 메리 앤 웨딩페어 까르노메, 금단제 모델
- 잡지 코스모걸, 유행통신, 신디더퍼키, Ceci, Vogue Girl 외 다수
- 제34회 아시아 태평양 잼버리 홍보대사

## 수상 및 후보
| 연도 | 시상식                       | 부문                  | 작품     | 결과 |
| ---- | ---------------------------- | --------------------- | -------- | ---- |
| 2010 | 제7회 맥스무비 최고의 영화상 | 최고의 여자조연배우상 | 국가대표 | 후보 |